# Alexandre-Gabriel Lemonnier

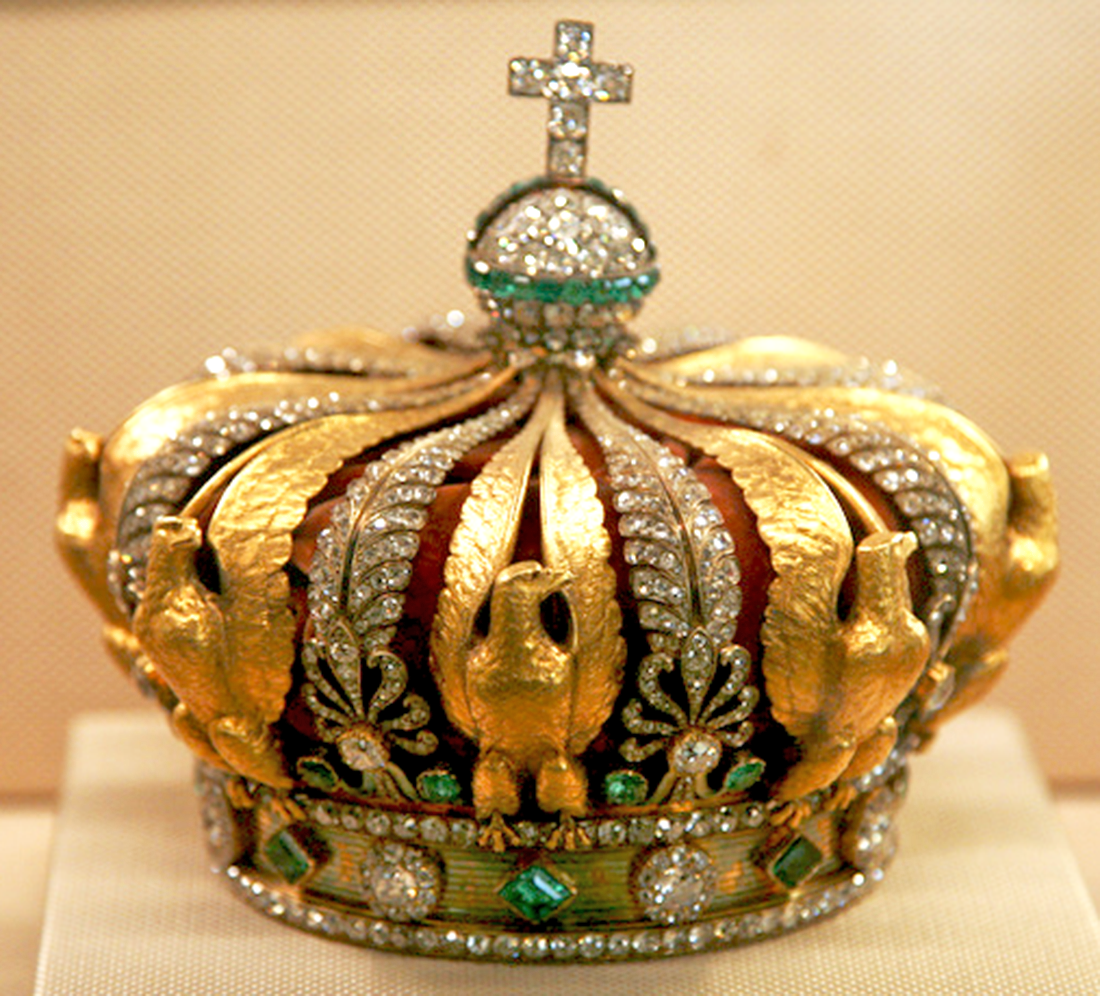
Alexandre-Gabriel Lemonnier:
Krone der Kaiserin Eugénie
Louvre, Paris

Alexandre-Gabriel Lemonnier (* 14. Mai 1808 in Rouen; † 16. Juli 1884 in Paris) war ein französischer Juwelier und Hoflieferant von Kaiser Napoleon III.

## Leben und Werk

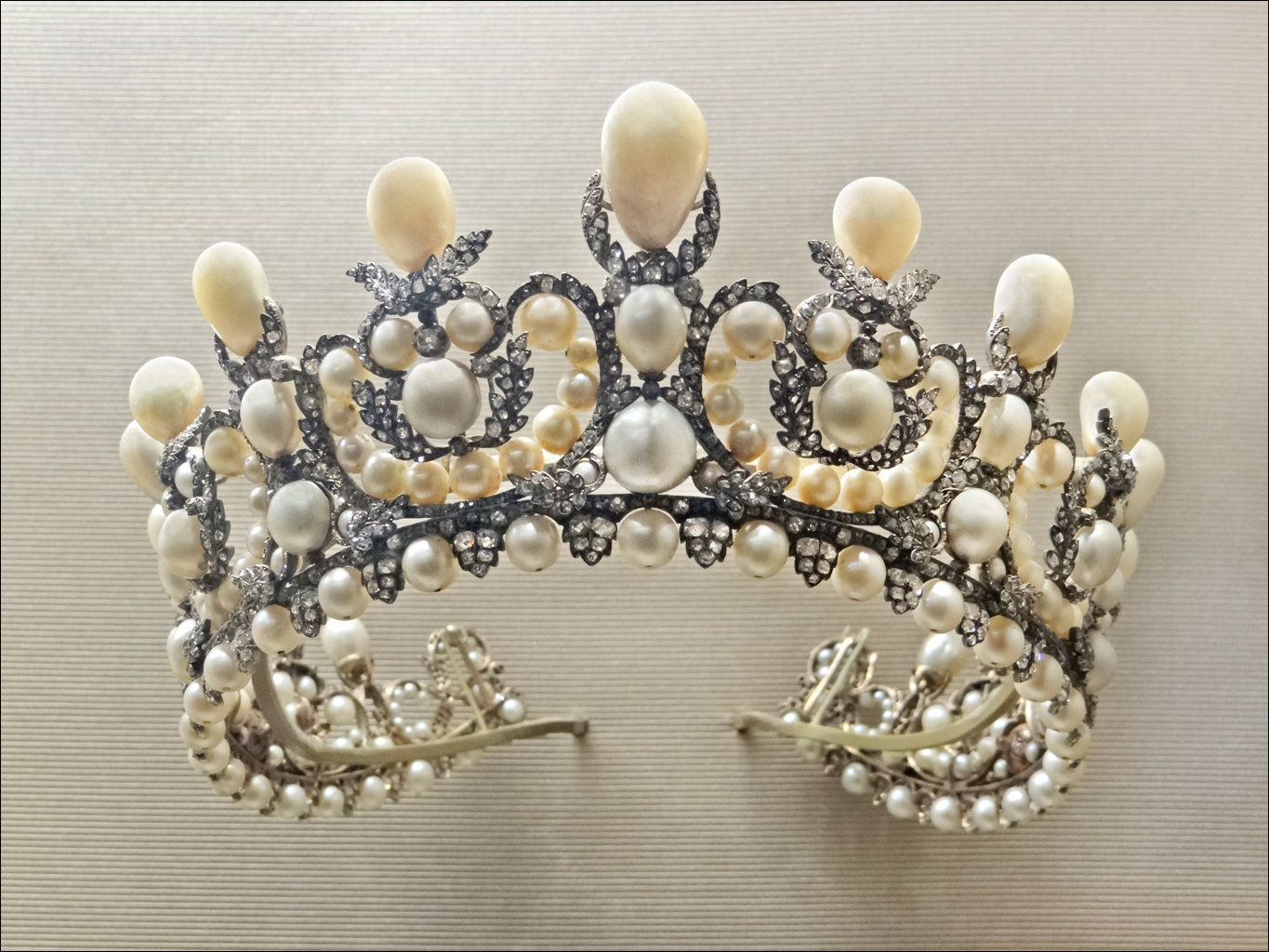
Alexandre-Gabriel Lemonnier:
Diadem der Kaiserin Eugénie
Louvre, Paris

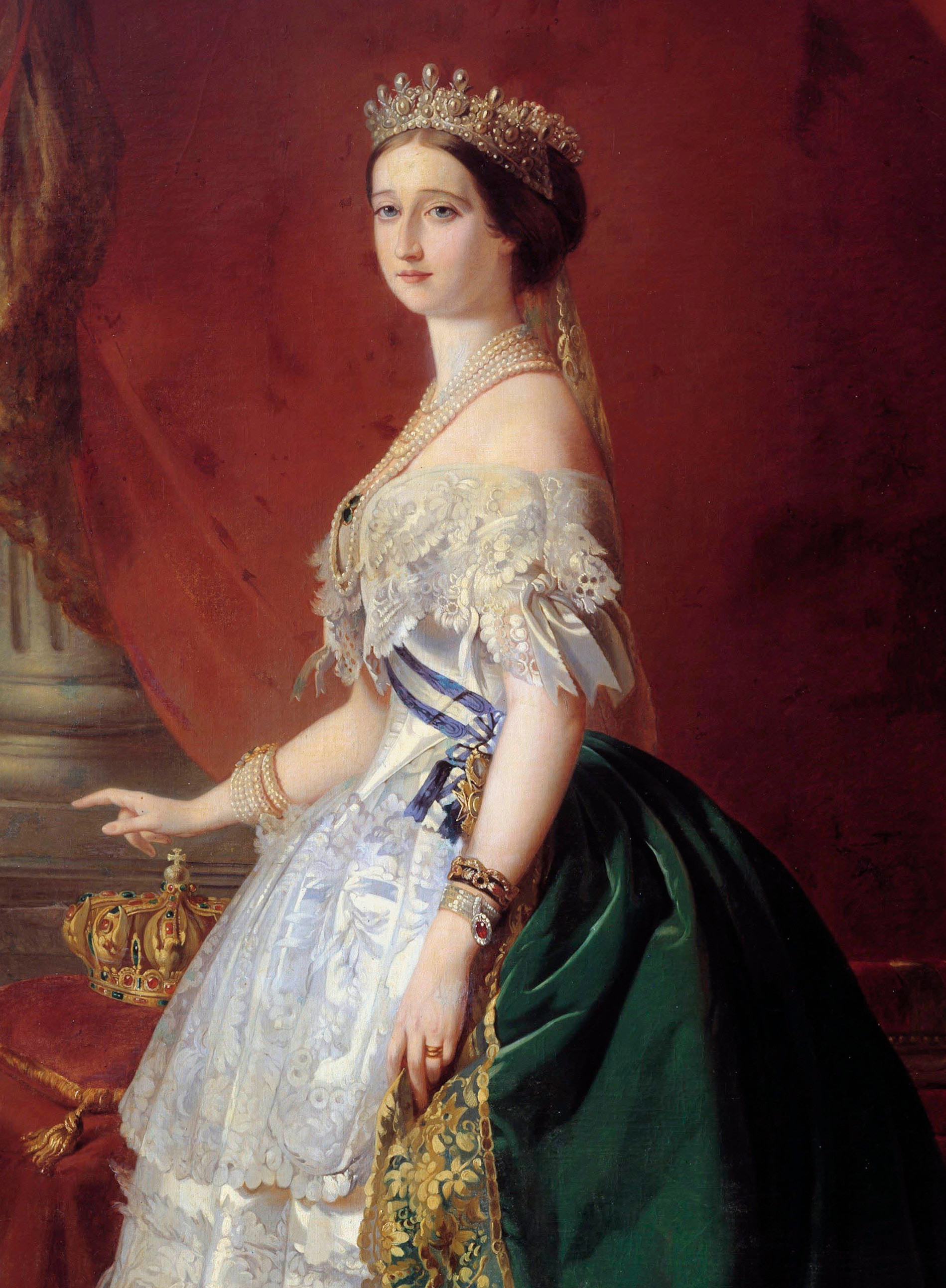
Franz Xaver Winterhalter:
Bildnis der Kaiserin Eugénie (Detail)

Alexandre-Gabriel Lemonnier kam als Sohn von Louis Augustin Lemonnier und seiner Frau Thérèse Louise Antoinette, geborene Regnault, 1808 in Rouen zur Welt. Er heiratete am 25. August 1846 Sophie Reymonde Duchâtenet (1822–1880). Aus dieser Ehe stammen zwei Töchter. Die 1848 geborene Marguerite Louise heiratete später den Verleger Georges Charpentier. Sie wurde eine bedeutende Förderin der Maler des Impressionismus. Die zweite Tochter, Louise Charlotte Isabelle Lemonnier, kam 1857 zur Welt. Sie war in ihrer Jugend mit dem Maler Édouard Manet befreundet, der mehrere Porträts von ihr schuf.
Seine berufliche Karriere begann Alexandre-Gabriel Lemonnier im Juweliergeschäft Bury in der Pariser Rue de Richelieu. Sein erstes eigenes Geschäft befand sich an der Place Vendôme Nr. 6. 1853 zog er in neue Räume an der Place Vendôme Nr. 25 um, wo er zunächst auch mit seiner Familie lebte. Lemonnier etablierte die Place Vendôme als Zentrum der bedeutenden Pariser Juweliere, die ihre Geschäfte bis in die Gegenwart an diesem Platz haben. Später lebte die Familie in der Rue du Quatre-Septembre Nr. 35. Zudem besaß die Familie einen Landsitz in Gometz-le-Châtel.
Den Durchbruch als international bekannter Juwelier gelang Lemonnier während der ersten Weltausstellung 1851 in London. Hier erhielt er für zwei Paruren, die er für Königin Isabella II. von Spanien schuf, die Medal of the Council, die höchste Auszeichnung der Ausstellung. Nach der Weltausstellung ernannte ihn der damaligen französischen Präsident Charles Louis Napoléon Bonaparte zum Ritter der Ehrenlegion. Nachdem 1852 das Zweite Kaiserreich proklamiert wurde, berief ihn Napoleon III. 1853 zum kaiserlichen Hoflieferant.
Den ersten großen Auftrag des Kaiserhauses erhielt Lemonnier anlässlich der Hochzeit von Napoleon III. mit Eugénie de Montijo im Januar 1853. Bei dieser Gelegenheit trug Kaiserin Eugénie ein von Lemonnier und dem Juwelier François Kramer gefertigtes Diadem, dass sie von ihrem Mann als Hochzeitsgeschenk erhielt. Das Diadem besteht aus 212 Perlen und 1998 kleinen Diamanten, die in Silber gefasst sind. Hierfür wurden zum Teil Perlen aus dem Schmuck der Kaiserin Marie-Louise, der zweiten Frau von Napoleon Bonaparte, verwandt. Das Diadem gehörte fortan zu den Französischen Kronjuwelen und Kaiserin Eugénie ist mit diesem Schmuckstück auf dem offiziellen Porträt von Franz Xaver Winterhalter aus dem 1853 zu sehen. 1887 verkaufte der französische Staat das Diadem zusammen mit anderen Kronjuwelen. 1890 gelangte es in den Besitz der Familie Thurn und Taxis und wurde 1980 von Gloria von Thurn und Taxis bei ihrer Heirat mit Johannes von Thurn und Taxis getragen. 1992 verkaufte Gloria von Thurn und Taxis das Diadem für 935.000 DM an die Vereinigung Amis de Louvre (Freunde des Louvre). Seit dieser Zeit wird es im Pariser Louvre ausgestellt.
Anlässlich der Pariser Weltausstellung von 1855 gab Napoleon III. bei Lemonnier für sich und seine Frau zwei Kronen in Auftrag. Während die Krone des Kaisers nicht mehr erhalten ist, zeugt die im gleichen Stil gearbeitete, aber etwas kleiner Krone der Kaiserin bis heute von den hohen handwerklichen Fertigkeiten der beteiligten Juweliere. Über einem goldenen mit Edelsteinen besetzten Kronreif spannen sich acht mit Adler geschmückte goldenen Bügel. Dazwischen sind Ornamente mit Palmetten aus Diamanten angebracht. Über den Bügeln befindet sich eine aus Diamanten zusammengesetzte Kugel mit einem umlaufenden Band aus Smaragden. An der Spitze erhebt sich ein aus sechs Brillanten bestehendes Kreuz. Insgesamt wurden für die Krone 2480 Diamanten und 56 Smaragde verwendet. Während die Krone selbst von Lemonnier zusammen mit J.-P. Maheu entworfen wurde, stammen die an der Krone befindlichen goldenen Adler von den Brüdern Auguste und Joseph Fannière. Die Kronen von Napoleon III. und der Kaiserin wurden nie für eine Krönung benutzt. Sie dienten vor allem während der Weltausstellung von 1855 zur Repräsentation. Der französische Staat übergab 1875 die Krone der Kaiserin an die im Exil lebende Eugénie, in deren Familie sie bis 1988 blieb. Im selben Jahr kam die Krone der Kaiserin als Geschenk von Roberto Polo in den Besitz des Louvre.